# Clou (chanteuse)
Pour les articles homonymes, voir Clou (homonymie).
Clou, de son vrai nom Anne-Claire Ducoudray, née le 26 août 1983 à Paris, est une auteure-compositrice-interprète française, poétesse et illustratrice.
Elle est découverte au cours du radio-crochet de France Inter « On a les moyens de vous faire chanter » en 2014. Elle ira jusqu'en finale (c'est le groupe Arkadin qui gagnera). En 2020, elle sort son premier album de chansons française Orages chez le label indépendant Tôt ou Tard, produit par Dan Levy de The Dø.
Voilà qui lui ouvre la porte des premières parties de Camille, Vianney, Sting, Benjamin Biolay et Vincent Delerm.
En 2021, elle est nommée dans la catégorie révélation féminine des Victoires de la musique pour son album Orages, aux côtés d'Yseult et Lous and the Yakusa. En 2024, elle sort un deuxième album appelé À l'évidence.

## Biographie
Clou est née en 1983 à Paris dans une famille de mélomanes aux goûts musicaux éclectiques.
Elle tient son pseudonyme de ses surnoms d’enfance, donné pour son sens de l’humour,. Elle sera élève en classe de piano, chorale et solfège au conservatoire du 20e arrondissement de Paris.
Elle étudie le droit, le journalisme et la communication et écrit des chansons depuis toujours mais c'est pendant une année d'études aux Etats-Unis qu'elle les jouera pour la première fois devant un public. De retour en France, elle fait ses premiers pas sur scène avec un groupe de folk indé appelé Folk’U tout en continuant à exercer son activité de journaliste puis d'attachée de presse dans la mode.

### Carrière musicale
En 2014, elle est finaliste d'un radio-crochet organisé par France Inter. Au cours de cette performance, la radio et notamment Didier Varrod, l’encourage à composer des chansons en français[source secondaire souhaitée].

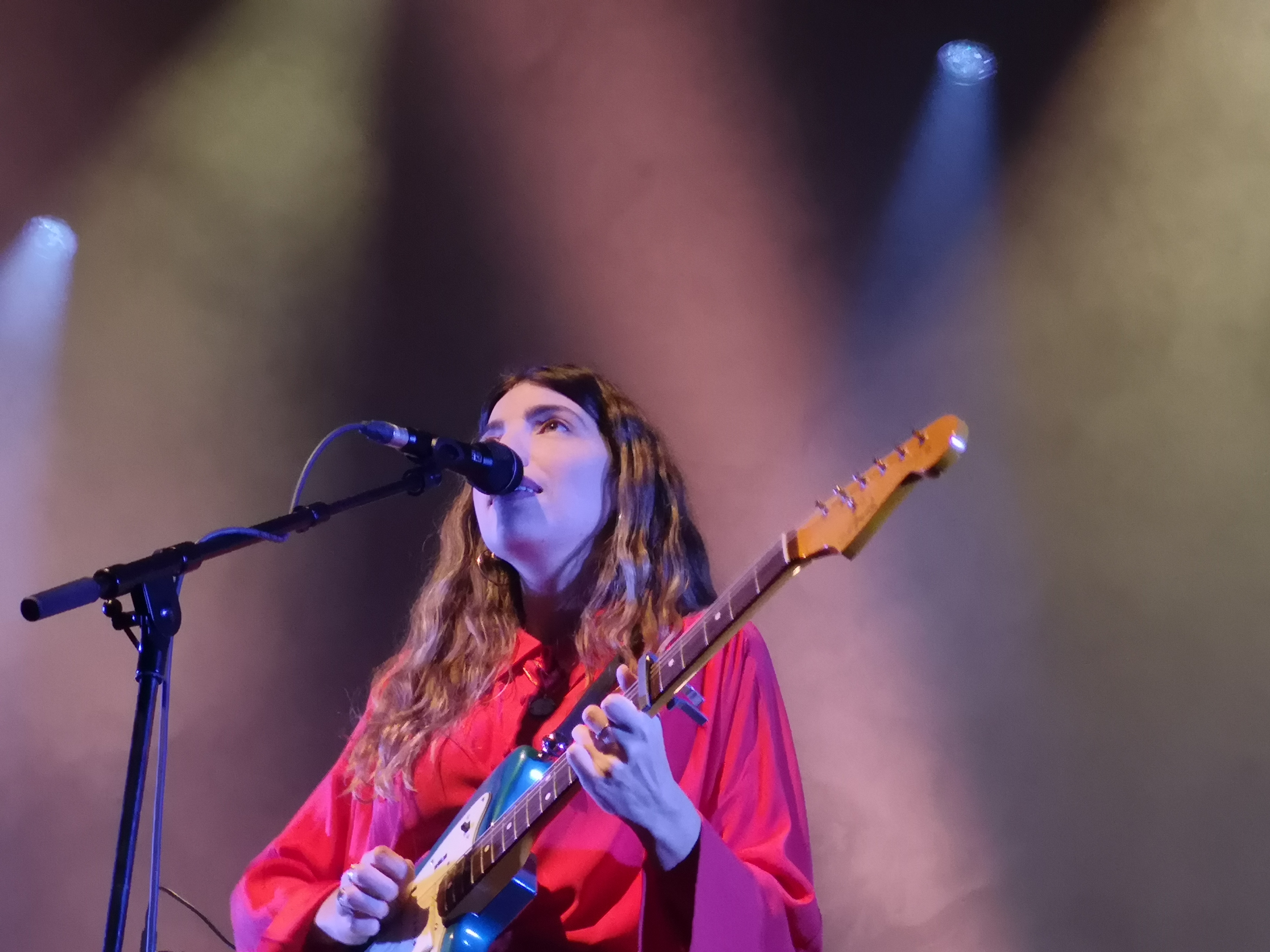
Clou en concert à La Cigale le 18 novembre 2021.

En 2015 encore, elle assure les premières parties des concerts de Benjamin Biolay, Yves Simon, Vianney, Vincent Delerm, Thomas Dutronc, Sting,,. Elle démissionne à ce moment-là et signe son premier contrat chez Because Publishing, elle se consacre alors à sa carrière musicale.
En 2018, elle rencontre Dan Levy, binôme du groupe The Dø. Commence alors une collaboration de deux ans à l'issue de laquelle naîtra l'album Orages en 2020 chez Tôt ou Tard.
En 2021, elle est nommée aux Victoires de la musique dans la catégorie révélation féminine,,,. Elle est également nommée aux Chroniques lycéennes 2021-2022 de l'Académie Charles-Cros pour sa chanson Jusqu'Ici Tout Va Bien de l'album Orages[source secondaire souhaitée].
Depuis le début de sa carrière, Clou collabore avec plusieurs artistes : elle participe à la reprise du titre Les Gauloises bleuessur l'album hommage Génération(s) éperdue(s) d'Yves Simon sorti en 2018, elle chante en duo avec le groupe Cocoon pour la chanson Back to one dont elle co-écrit les paroles[source secondaire souhaitée], sur l'album Wood Fire sorti en 2019, à l'occasion de la sortie de l'album anniversaire des 25 ans de Tôt ou Tard, Clou enregistre un duo avec Vincent Delerm[source secondaire souhaitée], la reprise de la chanson d'Albin de la Simone Moi moi. En 2021, elle fait partie du casting de l'album Molitor II sur lequel elle écrit, compose et interprète Soleil, sa première collaboration avec Stan Neff[source secondaire souhaitée]. En 2022, elle enregistre un trio avec Nach et Laura Cahen autour de sa chanson Jalouse hymne à la sororité[source secondaire souhaitée], la même année, elle reprend Le Magicien de et un duo avec Tété sur son album « A la faveur des rencontres ».
En 2023, elle collabore avec l'artiste islandais Asgeir et co-écrit la chanson Dans nos rêves.
En 2023, elle entre en studio pour son deuxième album mais poursuit ses collaborations et participe à l'album anniversaire du groupe Dionysos sur deux titres La métamorphose de Mister Chat et Poudlard de rien,, groupe pour lequel elle avait assuré la première partie à ses débuts[source secondaire souhaitée]. La même année, elle écrit et chante avec le groupe électro Orbital[source secondaire souhaitée] sur la chanson Oxygènes et partage la chanson Ne parle pas avec l'artiste Chien Noir[source secondaire souhaitée].
En 2024, elle apparaît sur l'album du groupe français Elephanz sur la chanson Mexico[source secondaire souhaitée], sur l'album Etrange Hiver de Tom Mc Rae sur la chanson Speeding cars ainsi que sur le titre Homme de Coline Rio avec un collectif de chanteuses telles que Camille, Barbara Pravi et Emily Loizeau. En parallèle, elle co-écrit pour des artistes tels que Bilal Hassani, le titre Candy[source secondaire souhaitée], Mentissa la chanson Pardon, Bon Entendeur sur Disco en Égypte.

### Littérature, mode, illustrations et engagements
En 2021, Clou est l'égérie de la collection automne-hiver de la marque Leon&Harper.
En 2022, elle sort un recueil de poèmes illustrés intitulé Doux mots dits chez Rageot . Le livre est entièrement composé de poèmes écrits en vers libres et illustrés par l'autrice. Destiné aux adolescents, Doux mots dits est récompensé par une Mention Spéciale du Prix Cendres et est elle sélectionné lors de la quinzième édition du Prix des Ados de Deauville en 2023.
Entre 2022 et 2024, Clou développe son activité d'illustratrice. En 2022, elle pose pour Jérôme Witz et dessine sur son visage à l'occasion de l'exposition EXCEPTIONNELLES ? La place des femmes dans le jazz organisée par l'Orchestre National du Jazz qui évoque la place des femmes dans le secteur du jazz et de la musique improvisée. Elle illustre également la pochette de l'album Déjà vu du groupe Trio SR9 ainsi que les portraits qui accompagnent le projet.
En 2023, Clou s'engage à La GAM (La Guilde des Artistes de la Musique) en tant que secrétaire adjointe et milite pour une meilleure représentation des artistes dans l'industrie musicale. Elle s'engage à titre personnel contre les violences infantiles et domestiques qu'elle évoque dans son livre Doux mots dits, inspirés de sa vie, et également dans certaines de ses chansons : Narcisse sur l'album Orages et À l'arrière de la voiture sur l'album À l'évidence.

## Singles et duos
- 2018 : Les Gauloises Bleues, reprise de Yves Simon
- 2019 : Back to one, en duo avec Cocoon
- 2021 : Moi moi, en duo avec Vincent Delerm
- 2022 : Le Magicien, en duo avec Tété[17]
- 2022 : Jalouse, en trio avec Nach et Laura Cahen
- 2023 : Dans nos rêves, en duo avec Asgeir
- 2023 : Mexico, en duo avec Elephanz
- 2023 : Ne parle pas, en duo avec Chien Noir
- 2023 : Oxygène (Are you alive?), en duo avec Orbital
- 2024 : Poudlard de rien et La Métamorphose de Mister Chat, en duo avec Dionysos[19]
- 2024 : Homme, avec Coline Rio et un collectif de chanteuses (Barbara Pravi, Poppy Fusée, Emily Loizeau, Camille, Raphaëlle Lannadère, La Chica, Laura Cahen, Nach)[34]
- 2024 : Speeding cars, en duo avec Tom McRae[21]
- 2024 : Mes rêves, en duo avec MARO
- 2025 : Nuit blanche, en duo avec Synapson